# Hidroxicitronel·lal
L'hidroxicitronel·lal o 7-hidroxi-3,7-dimetiloctanal és un compost químic d'origen sintètic emprat en perfumeria per la seva intensa olor de muguet.

## Síntesi
L'hidroxicitronel·lal s'obté per hidratació del citronel·lal. No obstant, és necessària una protecció prèvia per tal d'evitar la ciclació a iso-pulegol. la reacció del citronel·lal (1) amb dietanolamina dona lloc a la corresponent oxazolidina (2) que, un cop dissolta en àcid sulfúric concentrat, es protona i incorpora un grup sulfat a l'extrem de la molècula (3). La dissolució en aigua produeix alhora la hidròlisi de l'èster sulfat i de l'anell d'oxazolidina per donar lloc a l'hidroxicitronel·lal (4).